# Hòa Tú 1
Hòa Tú 1 là một xã và là huyện lỵ của huyện Mỹ Xuyên, tỉnh Sóc Trăng, Việt Nam.

## Địa lý
Xã Hòa Tú 1 nằm ở phía tây nam huyện Mỹ Xuyên, có vị trí địa lý:
- Phía đông giáp xã Ngọc Đông
- Phía tây giáp xã Gia Hòa 1
- Phía nam giáp xã Hòa Tú 2 và xã Ngọc Tố
- Phía bắc giáp xã Tham Đôn và xã Thạnh Phú.

Xã Hòa Tú 1 có diện tích 31,97 km², dân số năm 2022 là 10.661 người, mật độ dân số đạt 333 người/km².

## Hành chính
Xã Hòa Tú 1 được chia thành 8 ấp: Hòa Đê, Hòa Đức, Hòa Nhạn, Hòa Phuông, Hòa Phước, Hòa Tân, Hòa Trung, Hòa Trực.

## Lịch sử
Ngày 7 tháng 7 năm 1982, Hội đồng Bộ trưởng ban hành Quyết định số 111-HĐBT về việc chia xã Hòa Tú thành 3 xã: Hòa Tú, Hòa Phú và Hòa Đức.
Ngày 16 tháng 9 năm 1989, Hội đồng Bộ trưởng ban hành Quyết định số 128-HĐBT. về việc thành lập xã Hòa Tú 1 trên cơ sở toàn bộ xã Hòa Tú và một phần của xã Hòa Đức mới giải thể.
Xã Hòa Tú 1 có 3.147,13 ha diện tích tự nhiên và 6.088 nhân khẩu.
Ngày 27 tháng 3 năm 2024, UBND huyện Mỹ Xuyên ban hành Thông báo số 08/TB-UBND về việc di dời huyện lỵ từ thị trấn Mỹ Xuyên đến Khu hành chính mới huyện Mỹ Xuyên tại đường Tỉnh lộ 940, ấp Hòa Phuông, xã Hòa Tú 1.